# Lipèfile
Lipèfile (en grec antic Λειπεφίλη) va ser, segons la mitologia grega, una filla de Iolau, nebot d'Hèracles, i de Mègara.
Era coneguda per la seva bellesa que es comparava a la d'una deessa olímpica. Casada amb Filant, fill d'Antíoc i net de Filant, rei dels driops, va tenir un fill, Hípotes, que per part de pare i mare era un heràclida.
Aquest nom, Lipèfile es coneix de diverses maneres segons els editors: de vegades és "Lipefilene" (Λειπεφιλήνη), o "Hippofila" (Ἱπποφίλη) o "Deifila" (Δηιφίλη). La forma original exacta encara és desconeguda.